# Branca Edmée Marques
Branca Edmée Marques de Sousa Torres (Lisboa, 14 de abril de 1899 - Lisboa, 19 de julio de 1986) fue una investigadora, y química portuguesa. Fue la primera mujer en convertirse en profesora catedrática de química en una facultad de ciencias portuguesa y la fundadora del primer Laboratorio de Radioquímica de Portugal.

## Biografía
Nacida en Solana de los Barros, era hija de Antonio José y de Felisa Cortés Bronie. Huérfana de padre a los ocho años de edad, fue su madre quien estuvo a cargo de su educación. Completada su educación primaria, realizó sus estudios medios, de 1º a 5º, en el "Liceo Maria Pia"; y en el "Liceo Pedro Nunes" los del 6º y el 7º año, inscribiéndose a continuación en la Facultad de Ciencias de la Universidad de Lisboa, para una licenciatura en física y química (PE), obteniendo las calificaciones más altas en todas las disciplinas. En el año académico 1923-1924, cuando todavía era una estudiante, fue becaria en el Laboratorio de Química Analítica de la Universidad Técnica de Lisboa, bajo la dirección de Lepierre. Y aún como estudiante se le ofreció un trabajo en un laboratorio a ser instalado en Huambo, apoyando a la "Misión Geológica y Minera de Angola", pero que no aceptó la invitación para poder terminar sus estudios, y sobre todo porque, 

"no quería reemplazar la región de Lisboa, por lo distante y desconocido, y tampoco quería que se limite a una situación de solo analista de protocolos"

Por eso, incluso antes de terminar sus cursos, el Dr. Aquiles Machado la invitó como asistente química, lo que aceptó sin vacilar, a pesar de ser la única mujer entre los profesores y el personal del Laboratorio de Química. En 1925, terminó sus estudios, comenzando su carrera académica. Y deseando especializarse en la ciencia que más le atraía: la radiactividad; en 1930, Branca solicitó una beca en el extranjero a la Junta de Educación, llegando la confirmación en noviembre de 1931. Y así se trasladó a París, acompañada por su madre, pues su marido no podía interrumpir sus funciones en la Facultad de Ciencias de la Universidad de Lisboa, ingresando al "Laboratorio del Instituto del Radio en París", donde realizó investigaciones en física nuclear, y trabajaría tres años bajo la orientación de la insigne Marie Curie (1867-1934), y después de su lamentable fallecimiento, siguió con Debierne (1874-1949) por un cuarto año. Durante su estancia en Francia, asistió a clases de Marie Curie y de Debierne sobre radiactividad, registrando atentamente en notas de las lecciones en cuadernos que forman parte de su valiosa colección científica.
En 1932, en un documento dirigido al presidente de la Junta de Educación, para apoyar la solicitud de renovación de la beca de Branca, Marie Curie escribió: 

...Certifico que la Sra. Branca Edmée Marques realiza trabajos muy útiles en mi laboratorio desde principios de noviembre de 1931. La Sra. Marques ha dedicado estudios, familiarizándose con las técnicas de laboratorio de los métodos electrónicos de aprendizaje utilizadas para la determinación y dosaje de radio y de uranio en minerales.

Habiendo tomado nota de la atención con la que ha hecho su trabajo, le di tres meses de investigación personal sobre las condiciones en las que se realiza la división de sales de bario. Esa investigación tiene por objeto aclarar los conceptos de división e intercambio de coeficientes considerados en un trabajo anterior sobre la cuestión.

El trabajo de la Sra. Marques está en camino, y creo que va a dar resultados interesantes. Para poder continuar élla busca la prolongación de la beca que actualmente disfruta, y espero que se obtenga esta prórroga por otro año

Habiendo demostrado cualidades de investigador sobresaliente, Marie Curie le confió el estudio de las leyes de separación del actinio a partir de tierras raras actiníferas. Mas ese proyecto nunca se materializó porque en diciembre de 1933 no se le prorrogó la beca por parte de la Junta de Educación, sin la certeza de poder estar unos cuantos años más en el Instituto, ya que esa labor requería de mucho tiempo. Esa investigación la llevaría a cabo Marguerite Perey, que descubrió el francio en 1939; y visitaría el Laboratorio de Química, de la Universidad de Lisboa en 1948.
Sin desanimarse, continuó con el estudio experimental de la cristalización fraccionada de sales radíferas de bario, que Marie Curie le había propuesto, y ocupándose desde entonces. Dados los excelentes resultados obtenidos, Marie Curie la aconsejó que los convirtiera en tesis doctoral, lo que sucedió, y que defendió con el título de Nouvelles Recherches sur le Fractionnement Sels des de baryum Radifère. Y como segunda tesis, tuvo un tema a propuesta de la Facultad de Ciencias de París, realizando una exposición sobre La Chimie et la Séparation des Radioéléments Synthétiques, tema de gran interés en ese momento.
El 21 de noviembre de 1935 (después de la muerte de Marie Curie), a través de una defensa pública, con los examinadores Jean Perrin y Frédéric Joliot-Curie (ambos premios Nobel) y de Debierne, descubridor del actinio, y sucesor en la dirección de Marie Curie del "Instituto del Radio en París", fue galardonada con el grado de Docteur en Sciences Physiques con mención de "muy honorable", la más alta calificación en las pruebas de doctorado en Francia. Y el 13 de julio de 1936 fue reconocido esa igualación a Doctorado de Estado, el grado de Doctor en Física y Química (PE) de las universidades portuguesas. A pesar de haber sido invitada por Debierne para ser su colaborador en la investigación científica en el "Instituto del Radio en París", declinó esa invitación.
Nuevamente retornada a Portugal, dirigió el primer Centro de Investigaciones en Química, en la Facultad de Ciencias, de la Universidad de Lisboa, continuando a lo largo de su vida, una carrera en la enseñanza y en la investigación científica, a veces rodeada por algunos contornos menos justos que su voluntad indomable pudo superar.
En cuanto a su actividad docente, a pesar de su doctorado desde 1935, sólo en 1942 se convirtió en asistente de primera, a pesar de desempeñar funciones ejecutivas de Encargada de Curso. Entre 1942 a 1953 pasó a ejercer, por contrato renovable año a año, funciones de Profesora Extraordinaria, y en 1949 prestó pruebas para obtener el título de Profesora Agregada. En 1954 concursó a una plaza de Profesor Catedrático que, pese a ganar por méritos, no pudo ocupar. Solo ascendió a la categoría de Profesora Catedrática tras un segundo concurso, ya en 1966, a sus 65 años. El régimen de aulas a la que fue sujetada, tanto en el cúmulo de horas de docencia como con una variedad de disciplinas profesadas, transformándose en deshumanizado como realmente lo era, del resto de los profesores, no habitual en esa época. Escribía los textos de algunas disciplinas, sobre todo las vinculadas a lecciones de Química-Física, entre 1947 y 1948; y las de Química Inorgánica que actualizaba anualmente, por muchos años en casi todas las disciplinas de Química, en la Facultad de Ciencias, de la Universidad de Lisboa.
Merece particularísima mención su contribución al desarrollo de la investigación científica en la Facultad de Ciencias de Lisboa, y por qué no decirlo, del país.
Después de haber pasado un quinquenio, en uno de los institutos de investigación más importantes de Europa, donde tuvo la oportunidad de trabajar y vivir con personalidades verdaderamente excepcionales en el mundo, en el momento del desarrollo de la historia de los descubrimientos relacionados con la radiactividad, la Dra. Marques intentó y logró implementar y desarrollar esa área de investigación en el Laboratorio de Química, Facultad de Ciencias, Universidad de Lisboa. Así merced a sus esfuerzos, crea en 1936 el Laboratorio de Radioquímica, que llegó a dirigir el "Centro para el Estudio Radioquímica" de la Comisión de Estudios de Energía Nuclear, el primerísimo centro de investigación en la Facultad de Ciencias Químicas de la Universidad de Lisboa, por desgracia hoy extinto, y que fuera directora hasta el final de su carrera académica. Parte del equipamiento científico de ese Centro, se encuentra hoy en el Museo de la Ciencia de la Universidad de Lisboa.
En ese Centro se formaron científicos y técnicos, especialmente en las áreas de Química y Radioquímica nuclear. Muchos estudiantes y asistentes de Química, de la Facultad de Ciencias, Universidad de Lisboa se encontraron con las facilidades e instalaciones para mejorarse técnica y científicamente. Varios becarios del Centro para el Estudio de Radioquímica llegaron a ser asistentes de la Facultad de Ciencias de Lisboa, donde algunos de ellos son ahora los maestros. Otros se integraron en los diferentes departamentos gubernamentales, incluyendo la Junta de Energía Nuclear, y en varias universidades del país.
A pesar de sus pesadas tareas de docencia, investigación y de orientación científica a estudiantes y becarios, la Dra. Marques no descuidaba su propia actualización que la llevó a visitar algunos de los centros de investigación más importantes de Europa en Química y Radioquímica nuclear. Es en ese espíritu, que en 1949 y por su propia cuenta, realizó viajes de estudio a diversos laboratorios del Comisariado de la Energía Atómica y del Instituto del Radio en París, donde colaboró en obras de Química Nuclear, durante las breves semanas de su estancia en Francia.
En 1951, en Inglaterra, visitó, entre otros, los laboratorios para la preparación de compuestos de separación de isótopos radiactivos, en especial el "Establecimiento de Investigaciones de Energía Atómica de Harwell" y de Amersham, y la sección de radioisótopos de un hospital londinense. La última de esas visitas fue parte de su interés en las aplicaciones terapéuticas de los radioisótopos, tema sobre el que presentó un artículo de colaboración con el doctor R. Valadas Preto en el uso del yodo-131 en el diagnóstico y terapia, en la Primera Conferencia sobre Técnicas Isotópicas celebrada en Oxford en 1951.
Al final de su vida trabajando como profesora e investigadora, tuvo serios problemas con la visión, sin embargo, no le impidió continuar con sus funciones hasta el límite de edad, presentarse al concurso que finalmente le permitió ser Profesora Catedrática Titular antes de su jubilación.
En esa misma fase de su vida tuvo, con motivo de la celebración del centenario del nacimiento de Marie Curie, la gran alegría y un honor el de ser invitada, en su calidad de antigua colaboradora de Marie Curie; por el Institut du Radium en París y sus gastos corrieron por cuenta del Ministerio de Asuntos Exteriores de Francia, como partícipe en las ceremonias en honor, que tuvieron lugar en la Universidad de París, los días 24 y 25 de octubre de 1967.

## Obra

### Algunas publicaciones
Publicó seis trabajos en Comptes Rendus de l’Académie des Sciences de Paris, cuatro de los cuales surgieron predoctorado y presentados a la Academia de las Ciencias de París por G. Urbain y Jean Perrin, siendo los otros dos ya posteriores al doctorado y con la colaboración con C. Chamié y H. Faraggi.
- 1933. “Sur la Répartition du Radium dans la Précipitation Fractionnée du Chlorure de Baryum Radifère”. C. R. de l’Acad. des Sc. de Paris 196 (1933): 1309-1311

- 1933. “Sur la Cristallisation Fractionnée du Chlorure de Barium Radifère”. C. R. de l’Acad. des Sc. de Paris, 197 (1933): 1314-1315

- 1934. “Sur la Distribution du Radium dans les Cristaux de Bromure de Baryum Radifère”. C. R. de l’Acad. des Sc. de Paris 198 (1934): 819-821

- 1934. “La Précipitation Fractionnée du Sulfate de Baryum Radifère”. C. R. de l’Acad. des Sc. de Paris 198 (1934): 1765-1767

- 1939. “Sur une Propriété des Radiocolloids”. Con C. Chamié. C. R. de l’Acad. des Sc. de Paris 209 (1939): 877-879

- 1949. “Sur les Activités en Profondeur de l’Argent Irradié par Deutons”. Con C. Chamié, H. Faraggi. C. R. de l’Acad. des Sc. de Paris 229 (1949): 358-360

Además de esos, realizó numerosos trabajos individuales y en colaboración con sus colegas del "Centro de Estudios de Radioquímica", destacándose:
- branca e. Marques, regina Grade, césar Viana, carlos Miranda, m.f. Lopes Cardoso, m.l. Sadler Simões, publicados en revistas nacionales o bajo la forma de comunicaciones a congresos nacionales y extranjeros y publicados en las respectivas Actas, o en Proceedings. Algunos de los trabajos de Branca Edmée Marques fueron citados por diversos científicos (entre otros Irène Joliot-Curie y B. Goldschmith).

- 1932.  "A água termal do Estoril: contribuição para o seu estudo físico-químico, acompanhada duma breve notícia geo-hidrológica". 12 p. Sep. de Arquivo da Universidade de Lisboa/ Aguas Minerais e Termais / Análise - Estoril. Portugal

- 1936. Distribution du radium dans les cristaux des sels de baryum radifère. Paris: Les Presses Universitaires de Françe 1936: 219-225.- Sep. de Journal de Chimie Physique et Revue Générale des Colloides, Tomo 33

- 1946. Subsídios para o conhecimento de novos compostos de polónio. Porto:[s.n.] 7 pp.

- 1947. Contribuição analítica sobre os calcários de Bissau. Lisboa: 1950. pp. 25-26. Sep. de Actas da 2.ª Conferência Internacional dos Africanistas Ocidentais, Reunidas em Bissau em 1947

- 1961. Evolução da radioactividade da água de algumas chuvas, Con Maria Regina Grade y César Nunes Viana. Lisboa, 23 pp.

También como parte de su actividad científica, Blanco Marques Edmée escribió una breve biografía de Marie Curie para la revista Ciência, de Lisboa. Y otra de Jean Perrin, por invitación del Instituto Francés en Portugal en el primer aniversario de la muerte del gran científico

## Honores
Repetidamente fue designada para el desempeño de funciones oficiales y de representación, destacándose los siguientes:
- 1951, representó a la Facultad de Ciencias, Universidad de Lisboa y a la Sociedad Portuguesa de Química y Física de la Primera Conferencia de Técnicas Isotópicas, como representante de la Sociedad Portuguesa de Química y Física, habiendo entrado en esa sociedad como cofundador
- 1953, a la Fédération Européenne du Génie Chimique en París
- 1958, una de los representantes de Portugal en la Segunda Conferencia Internacional sobre las aplicaciones pacíficas de la energía nuclear, celebrada en la Liga de las Naciones, en Ginebra

Miembro de las siguientes sociedades
- Sociedad Portuguesa de Química y Física, donde fue vicepresidenta del Núcleo Estratégico de Lisboa por varios años
- Société de Chimie-Physique de Francia
- Société Française de Física
- Sociedad Geográfica de Lisboa

### Eponimia
- Calle Branca Edmée Marques, en la freguesia de Campo Grande, Municipio de Lisboa, Distrito de Lisboa[9]

GPS38.777914, -9.166733